# 16128 Кіфріда
16128 Кіфріда (16128 Kirfrieda) — астероїд головного поясу, відкритий 7 грудня 1999 року.
Тіссеранів параметр щодо Юпітера — 3,501.